# Olof Persson (fotbollsspelare)
Olof Persson, född den 5 maj 1978, är en svensk före detta professionell fotbollsspelare, försvarare. Från Januari 2014 till 1 November 2020 var han assisterande tränare i Malmö FF. 

## Meriter

### Spelare
- SM-guld 2004
- Österrikisk mästare 2001/02
- 4 A-landskamper

### Assisterande tränare
- SM-guld 2014, 2016, 2017